# 香叶基丙酮
香叶基丙酮（英语：Geranylacetone），又称牻牛儿基丙酮，是一种不饱和酮，化学式：	C13H22O。为无色油状液体。在结构上是由丙酮基和香叶基组成。香叶基丙酮是生物合成鲨烯的前体。

## 制备
香叶基丙酮可以由乙酰乙酸乙酯与芳樟醇进行酯交换反应得到
EtOC(O)CH
2C(O)CH
3  +  C
10H
17OH   →    C
10H
17OC(O)CH
2C(O)CH
3  +  EtOH
芳樟醇的酯化也可以用烯酮或异丙烯基甲基醚进行。得到芳樟醇酯发生卡罗尔重排就得到香叶基丙酮。香叶基丙酮是合成异植醇的前体，而异植醇是工业合成维生素E的原料。香叶基丙酮也是法尼醇和橙花叔醇等衍生物的原料。

## 生物分布和合成
香叶基丙酮是许多植物的呈味物质，包括大米、芒果和番茄等。
连同其他酮类物质、香叶基丙酮是臭氧氧化降解植物质的产物。
香叶基丙酮在生物中是由类胡萝卜素经类胡萝卜素酶催化的产生。
1. ↑  苏子仁,赖小平 (编). . 北京: 中国中医药出版社. 2006: 529.
2. ↑  Eggersdorfer, Manfred, , , Weinheim: Wiley-VCH, 2005, doi:10.1002/14356007.a26_205
3. ↑  Sell, Charles S. . . 2006. ISBN 0471238961. doi:10.1002/0471238961.2005181602120504.a01.pub2.
4. ↑  Pino, Jorge A.; Mesa, Judith; Muñoz, Yamilie; Martí, M. Pilar; Marbot, Rolando. . Journal of Agricultural and Food Chemistry. 2005, 53 (6): 2213–2223. PMID 15769159. doi:10.1021/jf0402633.
5. ↑  Fruekilde, P.; Hjorth, J.; Jensen, N.R.; Kotzias, D.; Larsen, B. . Atmospheric Environment. 1998, 32 (11): 1893–1902. doi:10.1016/S1352-2310(97)00485-8.
6. ↑  Simkin, Andrew J.; Schwartz, Steven H.; Auldridge, Michele; Taylor, Mark G.; Klee, Harry J. . The Plant Journal. 2004, 40 (6): 882–892. PMID 15584954. doi:10.1111/j.1365-313X.2004.02263.x .